# Месоамерика

Месоамерика на мапі Америки

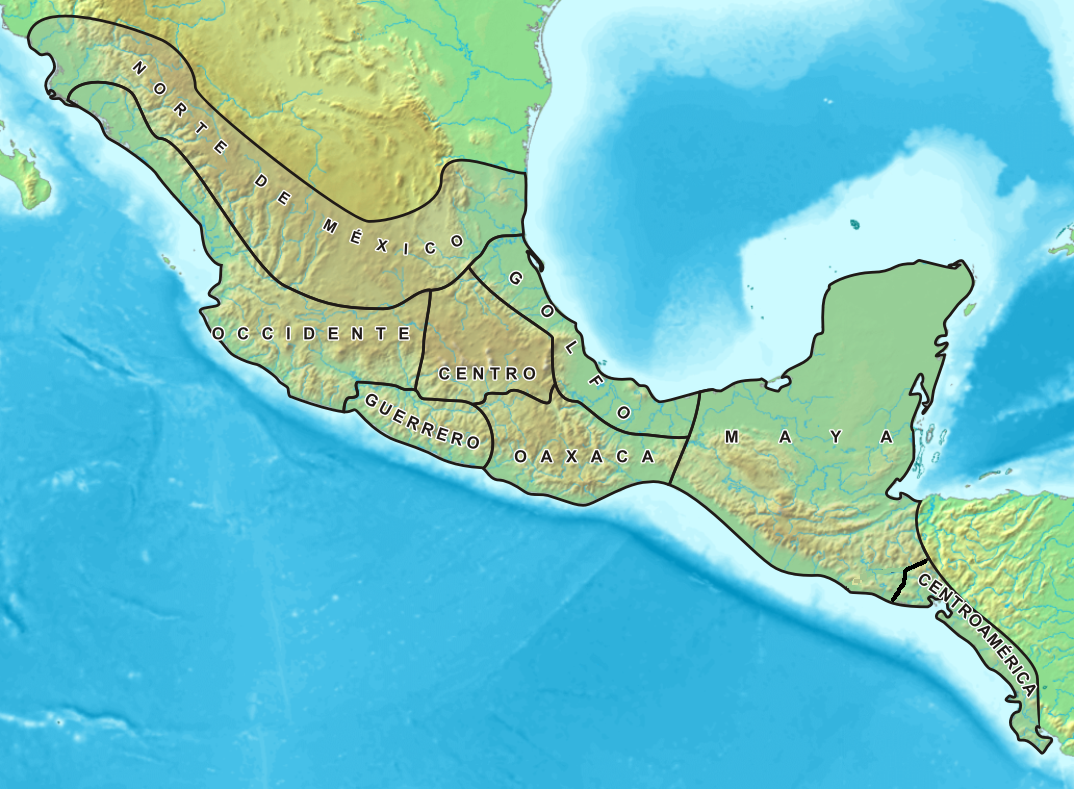
Культурні регіони Месоамерики

Месоамерика або Мезоамерика (ісп. Mesoamérica) — географічно-культурний регіон в Америці, що включає територію від центральних районів Мексики до Гондурасу і Нікарагуа, на якій до іспанського завоювання та колонізації Америки в 16 столітті існувало велике число розвинених доколумбових суспільств. Доісторичні суспільства цього району мали розвинене сільське господарство та будували великі політично-церемоніальні центри. На цій території мешкали представники однієї з найрозвиненіших культур доколумбової Америки, такі як ольмеки, теотіуакан, мая, тараски, тольтеки і ацтеки.